# Hymn Wysp Kanaryjskich
Hymn Wysp Kanaryjskich.
Hymn został przyjęty 28 kwietnia 2003.

## Tekst
Soy la sombra de un almendro,
soy volcán, salitre y lava.
Repartido en siete peñas
late el pulso de mi alma.
Soy la historia y el futuro,
corazón que alumbra el alba
de unas islas que amanecen
navegando la esperanza.
Luchadoras en nobleza
bregan el terrero limpio
de la libertad.
Ésta es la tierra amada:
mis Islas Canarias.
Como un solo ser
juntas soñarán
un rumor de paz
sobre el ancho mar.